# جفعات شموئيل

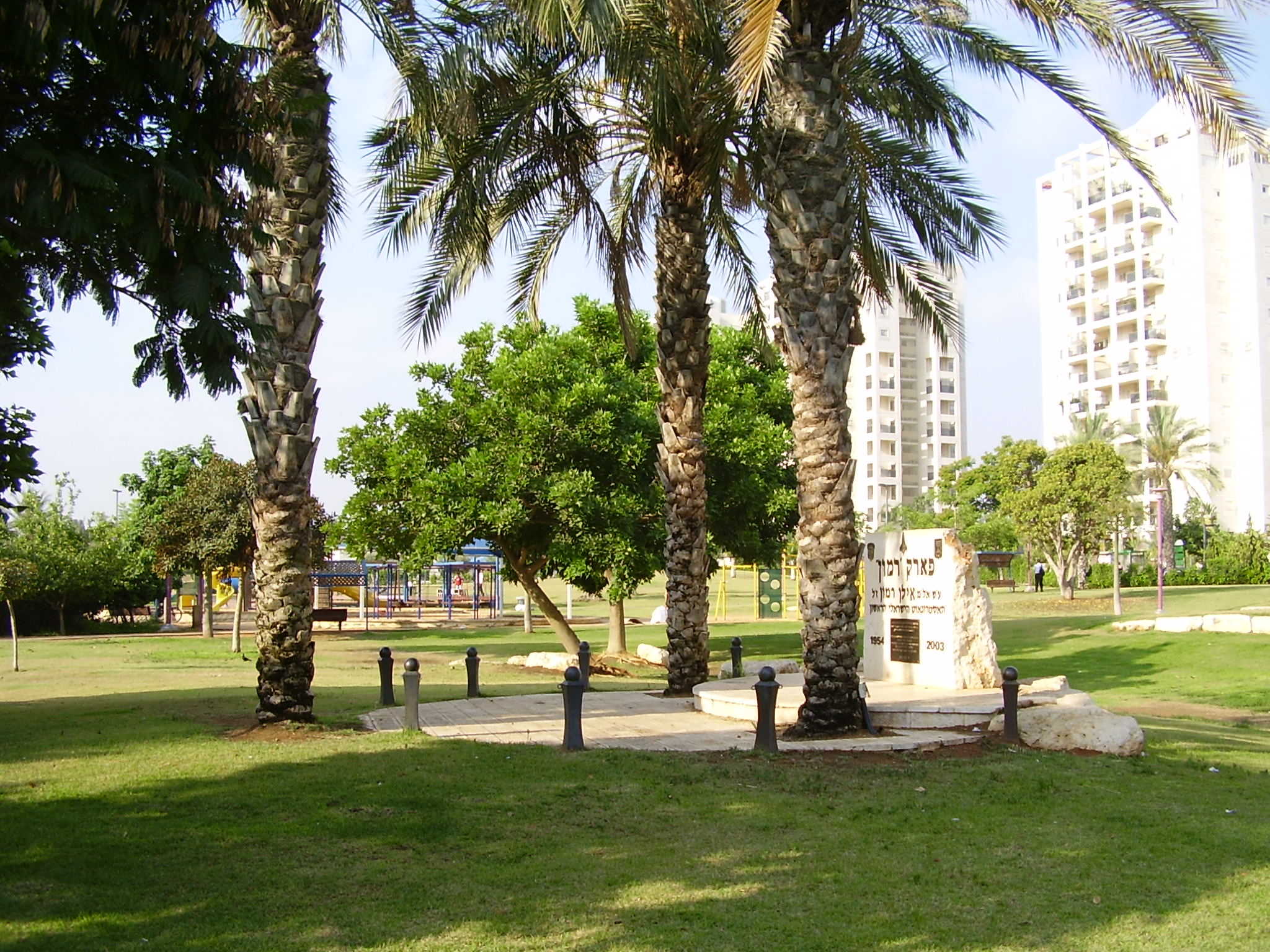
حديقة في جفعات شموئيل.

كفعات شموئيل (بالعبرية: גִּבְעַת שְׁמוּאֵל) مدينة إسرائيلية، تقع في منطقة غوش دان ذات الكثافة السكانية العالية ضمن اللواء الأوسط. تأسست عام 1944 وتبلغ مساحتها 2.5 كم2، كما بلغ عدد سكانها في عام 2009 قرابة 28,400 نسمة معظمهم من اليهود. في عام 2016 بلغ عدد سكانها 25.544 نسمة 

## توأمة
لجفعات شموئيل اتفاقيات توأمة مع كل من:
- Gołdap [الإنجليزية]‏
- شتاده
- دوبنا
- Veresegyház [الإنجليزية]‏